# Center za prostorsko sociologijo
Center za prostorsko sociologijo (kratica CPS) je raziskovalna enota, ki deluje v sklopu Inštituta za družbene vede Fakultete za družbene vede v Ljubljani.
Center izvaja številne raziskave na različnih področjih prostorske sociologije. Trenutni vodja centra je dr. Drago Kos.